# تیم ملی فوتبال زیر ۱۷ سال زنان ایران
تیم ملی فوتبال زیر ۱۷ زنان ایران یا تیم ملی دختران نوجوان ایران نماینده فوتبال دختران نوجوان ایران در مسابقات جهانی و بین‌المللی می‌باشد. این تیم توسط فدراسیون فوتبال جمهوری اسلامی ایران اداره می‌شود.

## عملکرد

### جام جهانی
| جام جهانی    | جام جهانی        | جام جهانی | جام جهانی | جام جهانی | جام جهانی | جام جهانی | جام جهانی | جام جهانی |
| سال          | نتیجه            | رتبه‌بندی  | بازی      | برد       | مساوی     | باخت      | گل زده    | گل خورده  |
| ------------ | ---------------- | --------- | --------- | --------- | --------- | --------- | --------- | --------- |
| ۲۰۰۸ تا ۲۰۲۰ | عدم شرکت یا صعود | -         | -         | -         | -         | -         | -         | -         |
| ۲۰۲۲         |                  |           |           |           |           |           |           |           |
| جمع          | ۰/۷              | -         | -         | -         | -         | -         | -         | -         |

### قهرمانی آسیا
| جام ملتهای آسیا | جام ملتهای آسیا  | جام ملتهای آسیا | جام ملتهای آسیا | جام ملتهای آسیا | جام ملتهای آسیا | جام ملتهای آسیا | جام ملتهای آسیا | جام ملتهای آسیا |
| سال             | رده              | بازی            | برد             | مساوی           | باخت            | گل زده          | گل خورده        |                 |
| --------------- | ---------------- | --------------- | --------------- | --------------- | --------------- | --------------- | --------------- | --------------- |
| ۲۰۰۵ تا ۲۰۱۱    | عدم شرکت یا صعود | -               | -               | -               | -               | -               | -               |                 |
| ۲۰۱۳ (En)       | مرحله گروهی      | ۲               | ۱               | ۰               | ۱               | ۲               | ۹               |                 |
| ۲۰۱۵ (En)       | مرحله گروهی      | ۳               | ۰               | ۰               | ۳               | ۰               | ۱۳              |                 |
| ۲۰۱۷ تا ۲۰۱۹    | عدم صعود         | -               | -               | -               | -               | -               | -               |                 |
| ۲۰۲۱            |                  |                 |                 |                 |                 |                 |                 |                 |
| جمع             | ۲/۸              | -               | -               | -               | -               | -               | -               |                 |